# Плотніков Олексій Віталійович
Олексі́й Віта́лійович Пло́тніков (нар. 10 червня 1965, Запоріжжя) — український вчений-економіст і політик. Доктор економічних наук (1994), професор (1998), заслужений економіст України (2010); Народний депутат України 5-го та 6-го скликання від Партії регіонів; Член Комітету ПАРЄ з питань рівності та недискримінації (2010—2012); Інститут світової економіки і міжнародних відносин НАН України, головний науковий співробітник (з 12.2012); Національний авіаційний університет, професор (з 05.2022); Інститут економіки та прогнозування НАН України, провідний науковий співробітник (з 03.2018).

## Освіта
У 1986 р. закінчив фінансово-економічний факультет Київського інституту народного господарства (зараз — Київський національний економічний університет) за спеціальністю «фінанси і кредит», економіст.
У 1991 р. в Київському інституті народного господарства захистив кандидатську дисертацію на тему «Фінансово-економічні відносини в процесі реалізації власності» за спеціальністю «політична економія».
У 1994 р. в Інституті міжнародних відносин Київського університету імені Тараса Шевченка захистив докторську дисертацію на тему «Фінансовий менеджмент в транснаціональних корпораціях» за спеціальністю «міжнародні економічні відносини».
У 1998 р. в Інституті світової економіки і міжнародних відносин НАН України присуджено вчене звання професора за спеціальністю «світове господарство і міжнародні економічні відносини».

## Життєпис
1986—1988 рр. — ревізор-інспектор, головний податковий ревізор-інспектор, фінансове управління Київського міськвиконкому.
1988—1989 рр. — аспірант очної форми навчання кафедри політичної економії, 1989—1992 рр. — викладач кафедри економічної теорії Київського інституту народного господарства.
1992—1994 рр. — старший науковий співробітник відділу світових ринкових моделей та проблем приватизації, Інститут світової економіки і міжнародних відносин НАН України.
1994—2012 рр. — завідувач відділу міжнародних валютно-фінансових відносин, Інститут світової економіки і міжнародних відносин НАН України.
2006—2007 рр. — Народний депутат України 5-го скликання, № 113 у списку Партії регіонів. Заступник голови Комітету з питань економічної політики (з 07.2006); голова Тимчасової слідчої комісії Верховної Ради України з питань перевірки ефективності функціонування спеціальних економічних зон та територій пріоритетного розвитку в Україні (з 21.12.2006); член Української частини Комітету з парламентського співробітництва між Україною та Європейським Союзом; керівник групи з міжпарламентських зв'язків з Республікою Болгарія; керівник групи з міжпарламентських зв'язків з Республікою Македонія; член фракції Партії регіонів (з 05.2006).
2007—2012 рр. — Народний депутат України 6-го скликання, № 136 у списку Партії регіонів. Член Комітету з питань економічної політики (з 12.2007), голова підкомітету з питань міжнародної економічної політики; член Тимчасової слідчої комісії Верховної Ради України з питань розслідування обставин порушення Конституції України, Земельного кодексу України, інших законів України та прийняття протиправних рішень Київською міською радою в період з 2007 по 2010 роки; керівник групи з міжпарламентських зв'язків з Республікою Болгарія; член фракції Партії регіонів (з 11.2007). Член Комітету ПАРЄ з питань рівності та недискримінації (з 04.2010).
Державний службовець 1-го рангу (10.2007).

## Громадська діяльність
1996—1997 рр. — керівник групи експертів з питань економіки, Український центр економічних і політичних досліджень (зараз — Центр Разумкова).
1995—2003 рр. — член наукової ради, Науково-дослідний інститут при Міністерстві фінансів України.
1996—1998 рр. — член експертної ради, ВАК України.
2005—2006 рр. — заступник голови правління, експертно-аналітичний центр «Соціум».
2008—2013 рр. — член правління, Міжнародний фонд «Єдиний світ».
2012—2013 рр. — радник Прем'єр-міністра України Миколи Азарова на громадських засадах.

## Особисте життя
Батько Віталій Олексійович (1938—2008) — професор Української академії зовнішньої торгівлі; мати Раїса Іванівна (1943) — пенсіонерка.

## Відзнаки
Стипендія Національної академії наук України для молодих науковців (1994—1996).
Стипендія Президента України (1996—1998).
Внесений у довідники «Marquis Who's Who in the World» (1999, 2000, 2001, 2002, 2004, США), «Marquis Who's Who in Science and Engineering» (2000, 2002—2003, США), «Marquis Who's Who in America» (2003, США).
Заслужений економіст України (2010).

## Додаткова інформація
У 1993 р. стажувався в комерційному банку «Credit Lyonnais» (Париж, Франція).
У 1995 р. стажувався в Федеральній резервній системі США.
Автор більше 200 наукових праць, зокрема: «Финансово-экономические отношения в рыночной экономике» (1992), «Финансовый менеджмент» (1994), «Проблемы развития финансово-промышленных групп в Украине» (1995), «Проблемы развития постсоциалистических стран» (1996), «Динаміка зовнішніх боргових зобов'язань України» (2000, співавтор), «Ultima ratio економічних реформ» (2003), «Фінансовий менеджмент в транснаціональних корпораціях» (2004; 2011), «Міжнародні економічні відносини» (2005, співавтор), «Глобальна фінансова криза: уроки для світу та України» (2009, співавтор), «Мировая экономика: глобальный финансовый кризис» (2010, співавтор), «Міжнародні економічні відносини» (2017, співавтор), «Міжнародні фінанси» (2019, співавтор), «Глобалізація: світова економіка та українські реалії» (2020, співавтор), «The General Situation with Climate Change in the World and Risk Assessment for the Global Economy»
(Springer Nature, 2023), численних публікацій в засобах масової інформації.
Підготував 23 кандидатів і 1 доктора економічних наук.
Володіє анґлійською, болгарською, сербською, хорватською мовами.